# Calyptorhynchus
Calyptorhynchus – rodzaj ptaków z podrodziny żałobnic (Calyptorhynchinae) w rodzinie kakaduowatych (Cacatuidae).

## Zasięg występowania
Rodzaj obejmuje gatunki występujące w Australii.

## Morfologia
Długość ciała 46–65 cm; masa ciała 450–870 g (samice są mniejsze i lżejsze).

## Systematyka

### Etymologia
- Cacatoes: fr. nazwa Cacatoes dla białych kakadu[8]. Gatunek typowy: Psittacus banksii Latham, 1790; młodszy homonim Cacatoes Duméril, 1806 (Cacatuidae).
- Calyptorhynchus (Calyptorrhynchus): gr. καλυπτος kaluptos „ukryty”, od καλυπτω kaluptō „ukryć”; ῥυγχος rhunkhos „dziób”[9].
- Banksianus: Sir Joseph Banks (1743–1820), angielski botanik, brał udział w pierwszej wyprawie Jamesa Cooka w latach 1768–1771, prezes Royal Society w latach 1778–1820, fundator Kew Gardens[10]. Gatunek typowy: Banksianus australis Lesson, 1830 (= Psittacus banksii Latham, 1790).
- Harrisornis: Dr Ronald Hamlyn-Harris (1874–1953), angielski zoolog, dyrektor Queensland Museum; gr. ορνις ornis, ορνιθος ornithos „ptak”[11]. Gatunek typowy: Calyptorhynchus halmaturinus Mathews, 1912.

### Podział systematyczny
Do rodzaju należą następujące gatunki:
- Calyptorhynchus banksii (Latham, 1790) – żałobnica rudosterna
- Calyptorhynchus lathami (Temminck, 1807) – żałobnica brunatna